# Greta Andersen
Greta Andersen, född 1 maj 1927 på Amager i Köpenhamn, död 6 februari 2023, var en dansk simmare.
Andersen blev olympisk mästare på 100 meter frisim vid sommarspelen 1948 i London.